# Vicia pseudorobus
Vicia pseudorobus är en ärtväxtart som beskrevs av Fisch. och Carl Anton von Meyer. Vicia pseudorobus ingår i släktet vickrar, och familjen ärtväxter. Inga underarter finns listade i Catalogue of Life.